# Condylotes cerasi
Condylotes cerasi är en insektsart som beskrevs av Mitjaev 1967. Condylotes cerasi ingår i släktet Condylotes och familjen dvärgstritar. Inga underarter finns listade i Catalogue of Life.